# 환희사 석불입상
환희사 석불입상(歡喜寺 石佛立像)은 서울특별시 서대문구 환희사에 봉안되어 있는 고려 후기의 석불입상이다. 2006년 9월 14일 서울특별시의 유형문화재 제218호 환희사 판석부조불입상로 지정되었다가, 2009년 6월 4일 현재의 명칭으로 변경되었다.

## 개요
이 불상은 환희사에 봉안되어 있는 고려 후기의 석불입상이다. 현재 상의 전체크기는 143cm이지만 원래는 지금의 광배보다 긴 주형거신광배(舟形擧身光背)에 얕은 부조로 불입상을 새긴 상이었을 것으로 추정된다. 이중 원으로 이루어진 두광(頭光)과 신광(身光)에는 초화문(草花紋)이 새겨져 있어 장식성을 느낄 수 있다. 머리 위에 동그랗게 새겨진 육계는 작은 편이며, 거의 원형에 가까운 둥근 머리에는 짧은 귀가 표현되었고 역시 아주 동그란 얼굴에 이목구비가 얕게 새겨져 있다. 목은 길고 삼도(三道)가 뚜렷하게 나타나 있고, 두부에 비해서 좁고 각이 진 어깨위에 통견식(通肩式)으로 입은 대의가 표현되어 있는데, 가슴에는 비스듬히 승각기(僧脚崎)가 보이고 내의 매듭이 나타나 있다. 수인(手印)을 살펴보면, 오른손은 아래로 내려 엄지와 검지를 맞대어 외장(外掌)하였고, 왼손은 위로 올려 내장(內掌)하여 가슴에 대고 있다. 대의 주름은 어깨와 소매, 가슴에 넓은 띠주름으로 표현되어 있다. 광배의 양 측면에는 이판석부조상을 고정시키기 위한 버팀목을 끼웠을 직사각형의 구멍이 뚫려져 있다.
이 불상은 두꺼운 판석 위에 부조된 불입상으로서 전체적인 비례나 조형감이 떨어지고 훼손상태가 심한 편이나 고려시대 석불과 마애불의 전통을 보여주고 있다.

## 참고 문헌
- 환희사 석불입상 - 국가유산청 국가유산포털